# Ginger Seeks a Situation
Ginger Seeks a Situation è un cortometraggio muto del 1914 diretto da W.P. Kellino.

## Trama
Un domestico molto goffo combina una serie di pasticci che sconvolgono i pensionanti.

## Produzione
Il film fu prodotto dalla Vaudefilms.

## Distribuzione
Distribuito dalla A & C, il film - un cortometraggio di 168 metri - uscì nelle sale cinematografiche britanniche nell'ottobre 1914.